# Scopi
Scopi je 3190 metara visoka planina u Lepontinskim Alpama, s pogledom na prijevoj Lukmanier na granici između kantona Ticino i Graubünden.
Žičara (nije dostupna javnosti) povezuje vrh s ceste Lukmanier Pass ispod brane, a na vrhu se nalazi radar (FLORAKO) i zgrada kontrole zračnog prometa, u vlasništvu švicarske vojske. Međutim, nema ograničenja za penjanje, a do vrha se može doći markiranom stazom od Lai da Sontga Maria u blizini prijevoja.